# 贾罗德·琼斯
贾罗德·迈克尔·琼斯（1990年5月27日—）為美國男子籃球運動員，最後效力於P. LEAGUE+桃園璞園領航猿。

## 職業生涯
2012年瓊斯自鮑爾州立大學畢業，職業生涯首支球隊效力於基輔，2013年2月加盟阿爾巴費赫瓦。2017年5月9日，全国男子篮球联赛贵州森航宣布與瓊斯簽約。8月3日，瓊斯與卡爾舍亞卡簽下一年合約。2018年8月20日，摩納哥宣布與瓊斯簽約。
2019年7月28日，達魯沙法卡宣布瓊斯加盟球隊。2020年4月16日，達魯沙法卡宣布瓊斯離隊。9月25日，塞德維塔奧林匹亞聯盟宣布與瓊斯簽約取代芒格·马帝昂。2021年12月25日，中国男子篮球职业联赛浙江广厦宣布與瓊斯完成簽約。
2022年10月6日，巴達洛納尤文圖特宣布與瓊斯簽下一個月短約。11月7日，巴達洛納尤文圖特釋出瓊斯。12月中旬韓國籃球聯賽水原KT音速彈引進瓊斯。12月22日，水原KT音速彈完成註冊手續，瓊斯頂替E·J·阿诺斯克。瓊斯代表水原KT音速彈出賽32場，場均上場28分41秒，攻下18.1分、7.8籃板、2.6助攻、1.1抄截。
2023年4月1日，海法夏普爾宣布簽下瓊斯。8月1日，高陽索諾天空槍手宣布引進瓊斯作為球隊的先發洋將，年薪為46萬美元。11月13日，瓊斯被齐纳努·欧努阿库取代。2024年1月2日，瓊斯加盟土耳其電信。8月14日，P. LEAGUE+桃園璞園領航猿宣布與瓊斯達成簽約共識。
2012年瓊斯取得匈牙利護照，2016年代表匈牙利征戰國際賽。

## 外部連結
- 贾罗德·琼斯在fiba.basketball（英语）
- 贾罗德·琼斯在西班牙篮球甲级联赛官網（球員）（西班牙语）
- 贾罗德·琼斯在TBLStat.net（英语）
- 贾罗德·琼斯在法國籃球甲級聯賽官網（法语）
- 贾罗德·琼斯在意大利篮球甲级联赛官網（意大利语）
- 贾罗德·琼斯在亞得里亞海聯賽官網（英语）
- 贾罗德·琼斯在中国男子篮球职业联赛官網
- 贾罗德·琼斯在韓國籃球聯賽官網（英语）
- 贾罗德·琼斯在P. LEAGUE+官網
- 贾罗德·琼斯在Basketball-Reference.com（國際）（英语）
- 贾罗德·琼斯在Sports-Reference.com（NCAA）（英语）
- 贾罗德·琼斯在Eurobasket.com（球員）（英语）
- 贾罗德·琼斯在Proballers（英语）
- 贾罗德·琼斯在RealGM（球員）（英语）
- 贾罗德·琼斯在中国篮球数据库
- 贾罗德·琼斯在Flashscore（英语）